# Francisco Salazar Medrano
Francisco Javier Salazar Medrano (Cañete, Chile, 4 de agosto de 1992), es un jugador profesional de balonmano, que juega en la Academia Octavio, de la División de Honor Plata de Balonmano. Además, es internacional con la Selección de balonmano de Chile.

## Clubes
| Club             | País   | Año           |
| ---------------- | ------ | ------------- |
| Santiago Steels  | Chile  | ?-2014        |
| Academia Octavio | España | 2014-presente |